# Вітролом

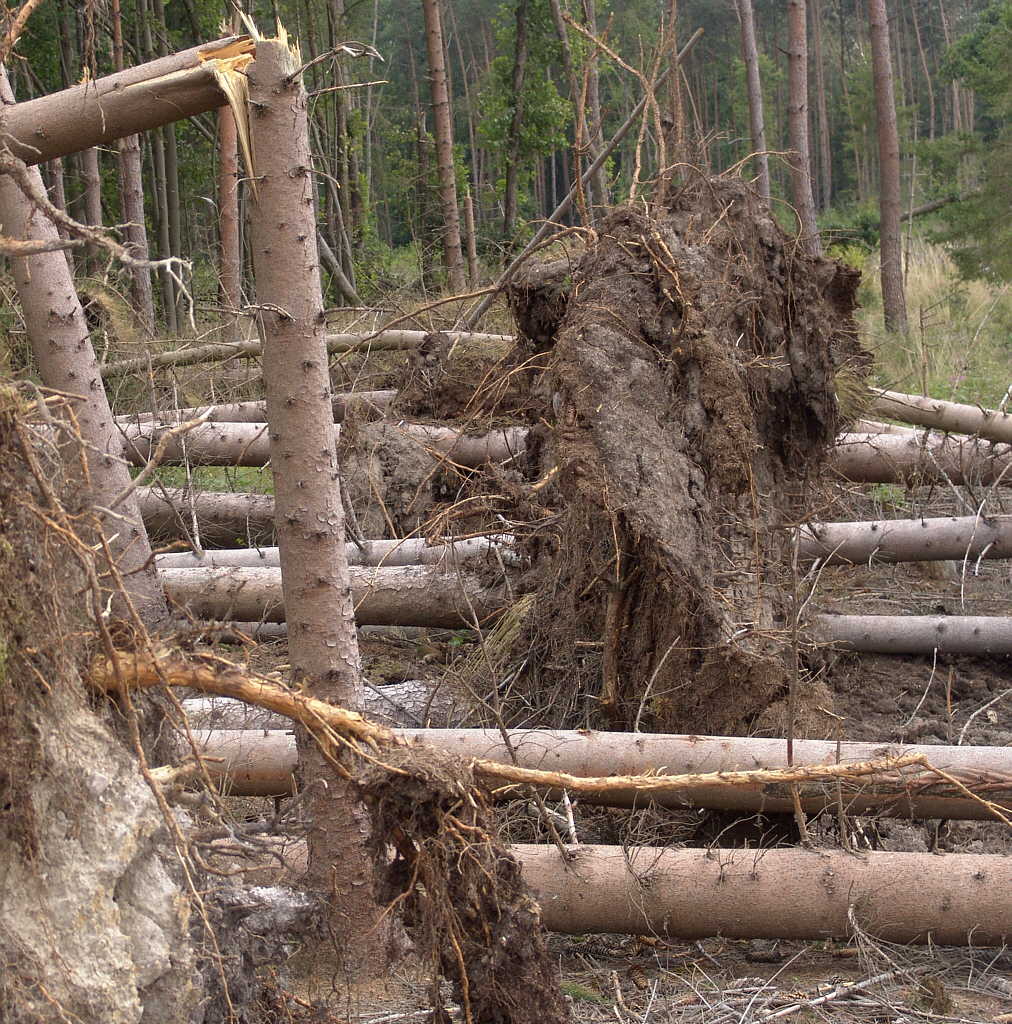
Бурелом та вітровал.

Вітролом або залім[джерело?], вітровал — поламані бурею або ураганом дерева в лісі. 

## Загальний опис
Дерева у вітровалі вивернуті разом з корінням. На території України вітровали бувають у гірських районах, зокрема на крутих схилах Українських Карпат.
Для запобігання вітролому лісосіки в лісі закладають у вигляді прямокутника, довгою стороною перпендикулярно до напряму панівного вітру, і починають вирубку з підвітряного боку.
Інше значення: сильний вітер, ураган.

## Галерея

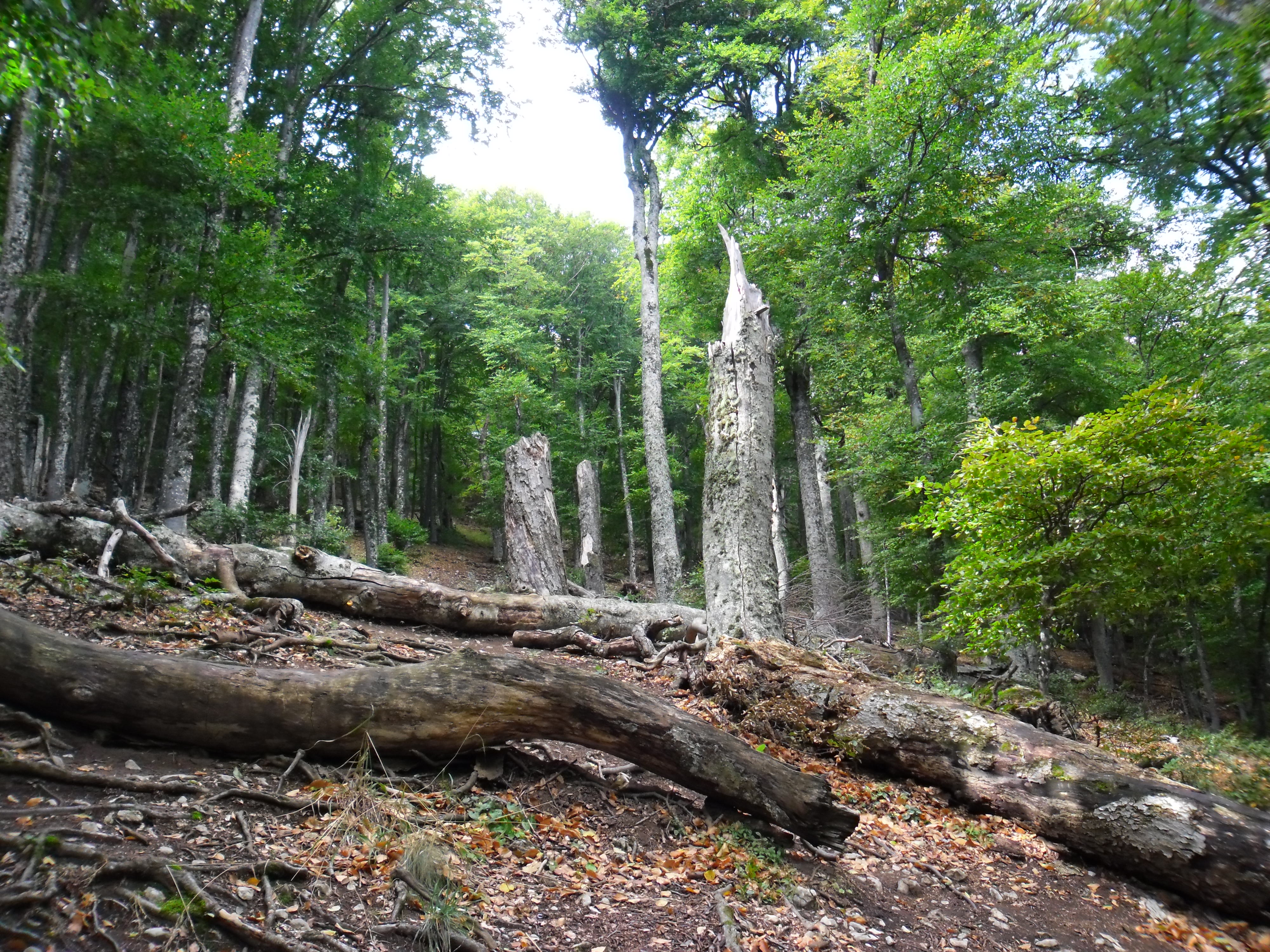
Бурелом. Крим. Район Чатир-Даг (гірський масив)
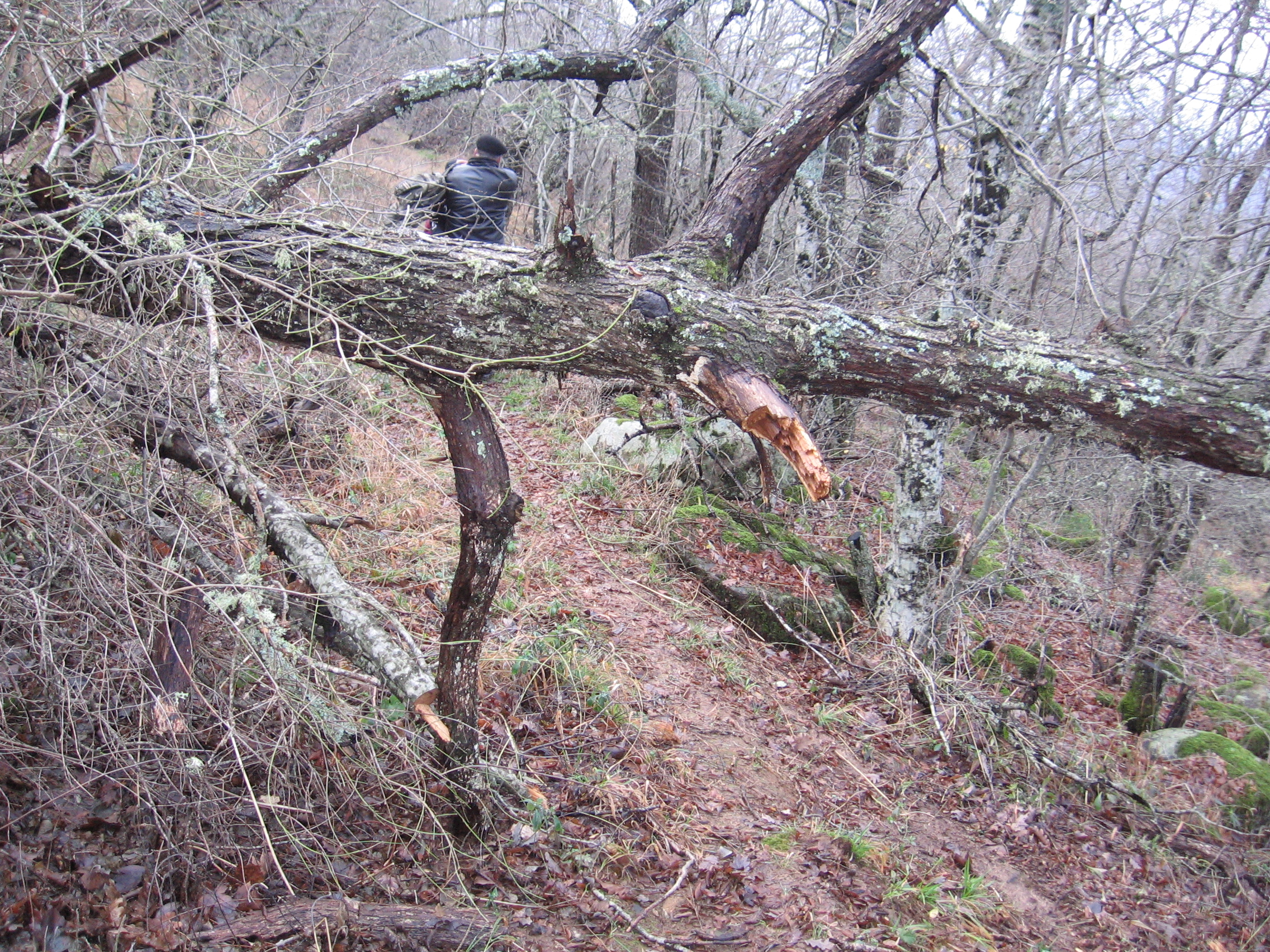
Бурелом. Крим. Район Бабуган-яйли.